# Wilbraham Lennox
Wilbraham Oates Lennox (4 août 1830 - 7 février 1897) est un militaire britannique, récipiendaire anglais de la Croix de Victoria, la plus haute et la plus prestigieuse récompense de bravoure face à l'ennemi pouvant être décernée aux forces britanniques et du Commonwealth. 

## Carrière
Lennox a 24 ans et est lieutenant dans le Corps des Royal Engineers de l'armée britannique pendant la guerre de Crimée lorsque l'acte suivant a lieu pour lequel il reçoit la décoration. 
Le 20 novembre 1854 à Sébastopol, en Crimée, le lieutenant Lennox, avec un groupe de 100 hommes, s'est retranché dans des fosses à fusils qui venaient d'être capturées par l'ennemi. Malgré une exposition extrême aux attaques, ils ont réussi à repousser toutes les tentatives de les déloger pendant la nuit. Sa Croix de Victoria est exposée au Royal Engineers Museum de Chatham, dans le Kent. 

## Famille
Lennox se marie deux fois. Il épouse Mary Harriet Harris et a deux enfants: Gerald Wilbraham Stuart Lennox, né le 29 avril 1862, et Lilian Emily Lennox, née le 19 juillet 1863. Mme Lennox meurt peu après, le 22 juillet 1863, et sa fille en bas âge meurt quelques jours plus tard, le 3 août 1863. 
Il se remarie avec Susan Hay Sinclair, une descendante des baronnets Sinclair-Lockhart. Ils ont cinq enfants. 